# Rurtal bei Kreuzau
Koordinaten: 50° 44′ 23″ N, 6° 29′ 20″ O
Das Naturschutzgebiet Rurtal bei Kreuzau liegt auf dem Gebiet der Gemeinde Kreuzau im Kreis Düren in Nordrhein-Westfalen.
Das Gebiet erstreckt sich nördlich und südlich des Kernortes von Kreuzau und östlich und nordöstlich von Obermaubach, einem Ortsteil der Gemeinde Kreuzau, entlang der Rur.

## Bedeutung
Das etwa 71,2 ha große Gebiet wurde im Jahr 1998 unter der Schlüsselnummer DN-049 unter Naturschutz gestellt. Schutzziele sind
- der Erhalt und die Entwicklung eines in Teilbereichen naturnahen Flussabschnittes mit Altwässern und Auwäldern vor allem als wertvolles Element für den Biotopverbund und
- der Erhalt und die Optimierung von Auwaldresten und Ufergehölzen.[3]